# Сепаратор САД
Сепаратор САД (від Сепаратор Аеро Динамічний) — машина для підготовки якісного високоврожайного посівного матеріалу. 
Сепаратор призначений для очищення та калібрування будь-якого посівного і товарного матеріалу, а саме: зернових, зернобобових, овочевих, баштанних, кормових, лікарських трав і так далі, а також очищення і калібрування всіх видів круп і продуктів їх виробництва.
Розробник і виробник — ТОВ «НВФ «Аеромех» — машинобудівний завод у місті Луганськ, Україна.

## Установка
Машина може встановлюватися:
- На зерноочисних комплексах типу ЗАВ (або інших), а також в умовах елеваторів і заводів, що здійснюють переробку сільгосппродукції;
- Стаціонарно в ангарі, на критому (або відкритому) тоці;
- На двохосьовому причепі типу транспортер;
- В будь-яку технологічну лінію з переробки зерна, як для первинного очищення, так і для фінішної доробки зерна.

## Принцип роботи
Робота машини зводиться до розподілу і розподілу вихідного матеріалу на фракції за питомою вагою.
Вихідний матеріал (зерно) подається на вібролоток, де відбувається його розрідження і вирівнювання по товщині.
З вібролотка зерно надходить в камеру сепарації, де відбувається його розшарування і поділ за питомою вагою за рахунок впливу на зерно повітряних потоків, підготовлених струменевим генератором.
Після сепарації зерно розводиться по приймальних бункерах або фасується в мішки.

## Отримання високоврожайного насіння
Сепарація зерна на машині САД дозволяє відібрати зерна, які формуються в середній частині колоса, кошичка, качана і так далі. Це насіння здатне давати надбавку до урожаю до 40% в порівнянні з вихідним матеріалом. Сепаратори САД також використовують при передпосівній обробці насіння з метою зменшення інфікованості насіннєвого матеріалу.

## Модельний ряд
Модельний ряд — від 4 до 150 тонн/годину. При потребі комплектуються циклоном і колесами.

## Сертифікати
Сепаратори САД мають сертифікати:
- український УкрСЕРПО,
- російський РСТ,
- білоруський СТБ,
- європейський РЄ,
- міжнародний ISO 9001-2008.

## Відзнаки і нагороди
- Переможець Всеукраїнського конкурсу «100 найкращих товарів України» у 2004, 2006, 2007, 2008, 2009, 2010,2011.
- Переможець конкурсу «Найкращий вітчизняний товар Україна — 2006»,
- Переможець конкурсу «Еталон якості — 2006» та інші.

## Споживачі

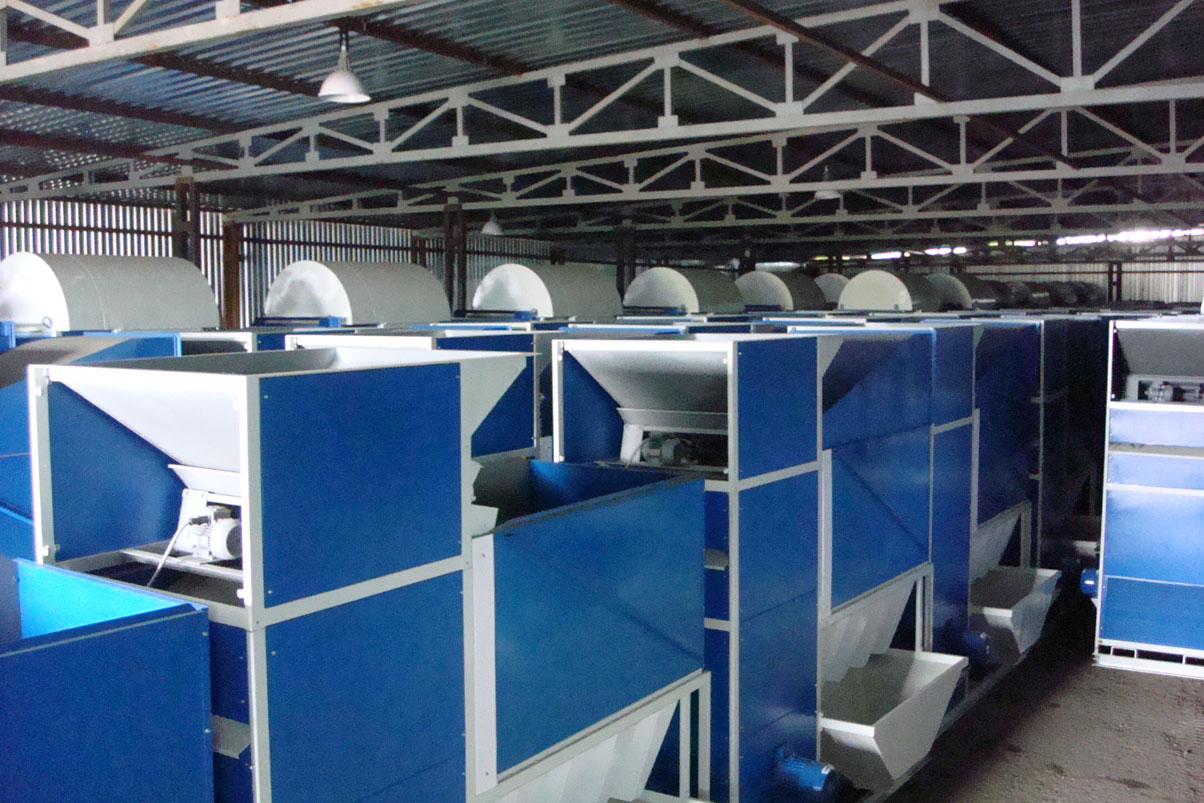
Сепаратори перед відправкою замовникам

Серед споживачів продукції є як дрібні фермерські господарства, так і найбільші зернотрейдери, хлібоприймальні підприємства, комбінати хлібопродуктів, елеватори, селекційні станції, насіннєві заводи, млини, борошномельні заводи, жиркомбінати, олійноекстракційні заводи, спиртзаводи, пивзаводи, інші підприємства харчової промисловості.
Сепаратори використовуються в Україні та експортуються до 28 країн: Азербайджану, Алжиру, Білорусі, Болгарії, Великої Британії, Греції , Грузії, Ізраїлю, Естонії, Ефіопії , Італії, Казахстану, Китаю, Киргизстану, Латвії, Литви, Молдови, Монголії, Німеччини, Норвегії, Польщі, Росії, Румунії, Судану, США, Таджикистану, Узбекистану та Фінляндії.

## Галерея

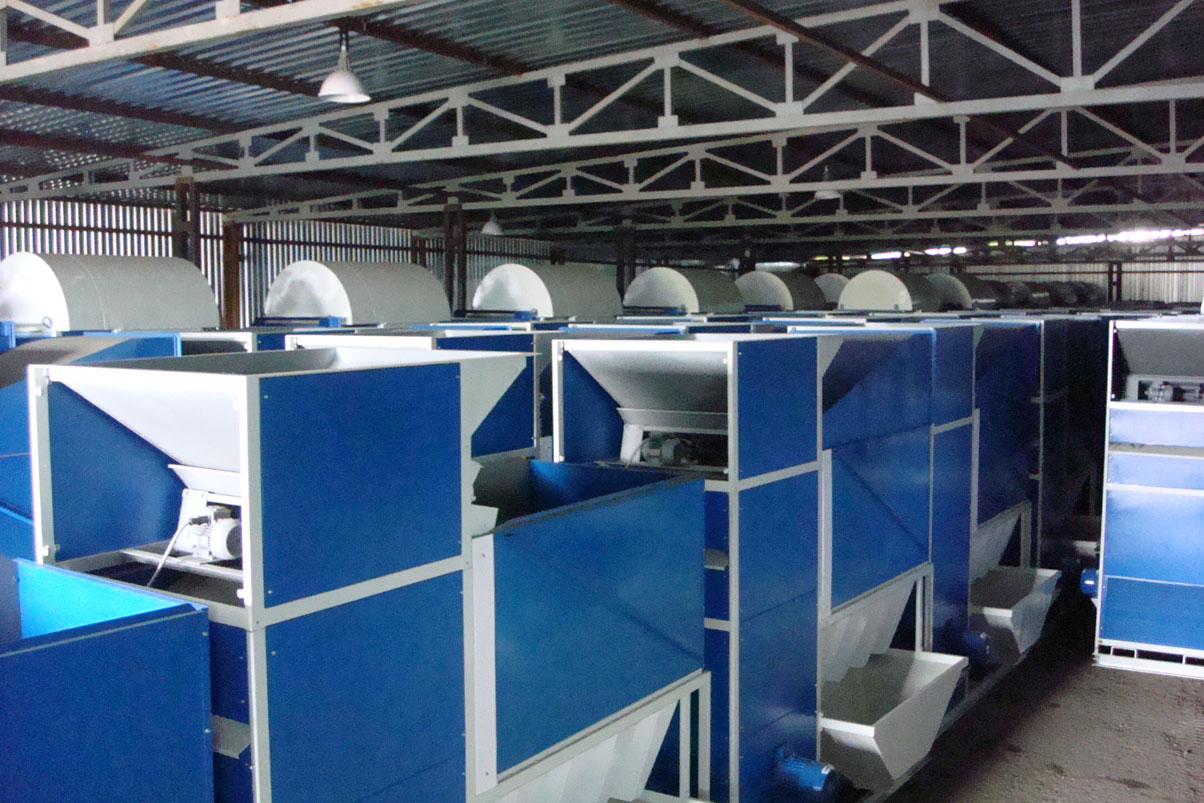
Склад готової продукції